# 沈瑬
沈瑬（1435年—？），字伯玉，直隸蘇州府嘉定縣人，民籍。明朝政治人物。進士出身。

## 生平
應天府鄉試一百二十三名。成化八年（1472年）壬辰科會試第一百九十五名，殿試登進士第三甲第一百五十九名。

## 家族
曾祖父沈士珩。祖父沈文禮。父亲沈涓。